# Shapefile
Shapefile là một cấu trúc dữ liệu GIS được đưa ra bởi ESRI, nó được xem như một chuẩn dữ liệu định dạng vector khá đơn giản và quen thuộc đối với các phần mềm hệ thống thông tin địa lý.
Một shapefile được tổ chức thành các tập tin riêng rẽ tối thiểu cần có 3 tập tin với phần mở rộng là ".shp", ".shx" và ".dbf", shapefile có phần mở rộng là ".shp". Một shapefile khi hiển thị trong phần mềm GIS như ArcView GIS hoặc ArcGIS được gọi là lớp dữ liệu (layer) hoặc featureclass. Mỗi lớp thể hiện cho một đặc tính hình học không gian của một lớp đối tượng cần biểu diễn gồm: điểm, đường và vùng và các thuộc tính liên quan đến các đối tượng đó. Ví dụ: khi biểu diễn thửa đất người ta thường biểu diễn bằng dạng vùng, biểu diễn vị trí trụ điện bằng dạng điểm, biểu diễn đường giao thông bằng dạng đường.
- ".shp" chứa các thông tin về đặc dạng hình học của đối tượng
- ".shx" chứa thông tin về thứ tự của các đối tượng
- ".dbf" chứa thông tin về bảng dữ liệu thuộc tính của đối tượng